# Chlorosilane
Le chlorosilane est un composé chimique de formule SiH3Cl. Plus généralement, les chlorosilanes désignent une famille de dérivés chlorés des silanes, possédant au moins une liaison Si–Cl, et très utilisés dans les procédés de synthèses de composés contenant du silicium. On les obtient par synthèse de Müller-Rochow, ou synthèse directe, consistant à traiter du silicium avec du chlorure d'hydrogène HCl en présence d'un catalyseur au cuivre à haute température (environ 300 °C) ; le principal produit de la réaction est le trichlorosilane SiHCl3 :
Si + 3 HCl → SiHCl3 + H2,
mais il se forme également du dichlorosilane SiH2Cl2 et du tétrachlorure de silicium SiCl4.
Le trichlorosilane SiHCl3 et le tétrachlorure de silicium SiCl4 sont utilisés notamment par l'industrie des semi-conducteurs pour produire du silicium ultrapur après distillation fractionnée et réduction des chlorures à l'hydrogène H2.